# Helicoprion
A Helicoprion a porcos halak (Chondrichthyes) főosztályának fosszilis Eugeneodontida rendjébe, ezen belül az Agassizodontidae családjába tartozó nem.

## Tudnivalók
A Helicoprion cápaszerű porcos hal volt, amely a késő karbon óceánjaiban jelent meg, 280 millió évvel ezelőtt, túlélte a perm–triász kihalási eseményt, de a triász elején, 225 millió évvel ezelőtt végül kihalt. Az egyik leghosszabb életű nem volt. Az állat maradványai csak fogakból állnak, de felfedezésükkor ezek nagyon fura alakban helyezkedtek el a földben; körfűrészre emlékeztettek. Csak miután a Helicoprion rokonának, az Ornithoprionnak a fejét is megtalálták, a tudósok rájöttek, hogy a fogak az alsó állkapcson ültek. Ebben a csigaszerű állkapocsban a régi, kisebb fogak középre húzódtak, míg az új, nagyobb fogak az állkapocs tövénél ültek. Az állatot összehasonlítva a többi Eugeneodontidával, a tudósok arra a következtetésre jutottak, hogy a Helicoprion átlagosan körülbelül 3-4 méter, legfeljebb pedig 7,5 méter hosszú lehetett.
A pontos elhelyezkedése a csigaszerű fogazatának az alsó állkapcson még nem ismert. A legtöbb rekonstrukcióban az állkapocs elejére helyezi; de ez rontotta volna az állat áramvonalasságát, lassítva az úszást, és hullámokat keltett volna, amelyek idejében figyelmeztették volna a zsákmányt. A Smithsonian Intézet számára készített rekonstrukció, amelyet Mary Parrish alkotott Robert Purdy, Victor Springer és Matt Carrano felügyelete alatt, a „körfűrészt” a torokba helyezte. Ha valóban itt ült a képződmény, akkor a Helicoprion a puhatestű állatok fogyasztására specializálódott.
A fogak széle fűrésze, ami kimondott ragadozó életmódra utal. Mivel Helicoprion koponyát még nem találtak, a csigaszerű fogazat elhelyezkedése és a zsákmányt elfogó módszere még vita tárgya. Egyik feltételezés szerint az állat ammoniteszekkel táplálkozott, és „körfűrésze” alkalmas volt a házak feltöréséhez. Más feltételezés szerint a Helicoprion egy halraj közepébe úszott és csavart állkapcsával elkapott egy halat (ez a módszer hasonlít a tintahal és kalmárok vadászmódszeréhez). A legjobban megmaradt Helicoprion fogak Kelet-Idahóban, Észak-Utahban és Wyoming középnyugati részén találhatók.

## Rendszerezés
A nembe az alábbi fajok tartoztak:
- Helicoprion bessonovi - típusfaj
- Helicoprion davish
- Helicoprion ergasaminon
- Helicoprion ferrieri
- Helicoprion mexicanus
- Helicoprion nevadensis
- Helicoprion sierrensis

## Képek

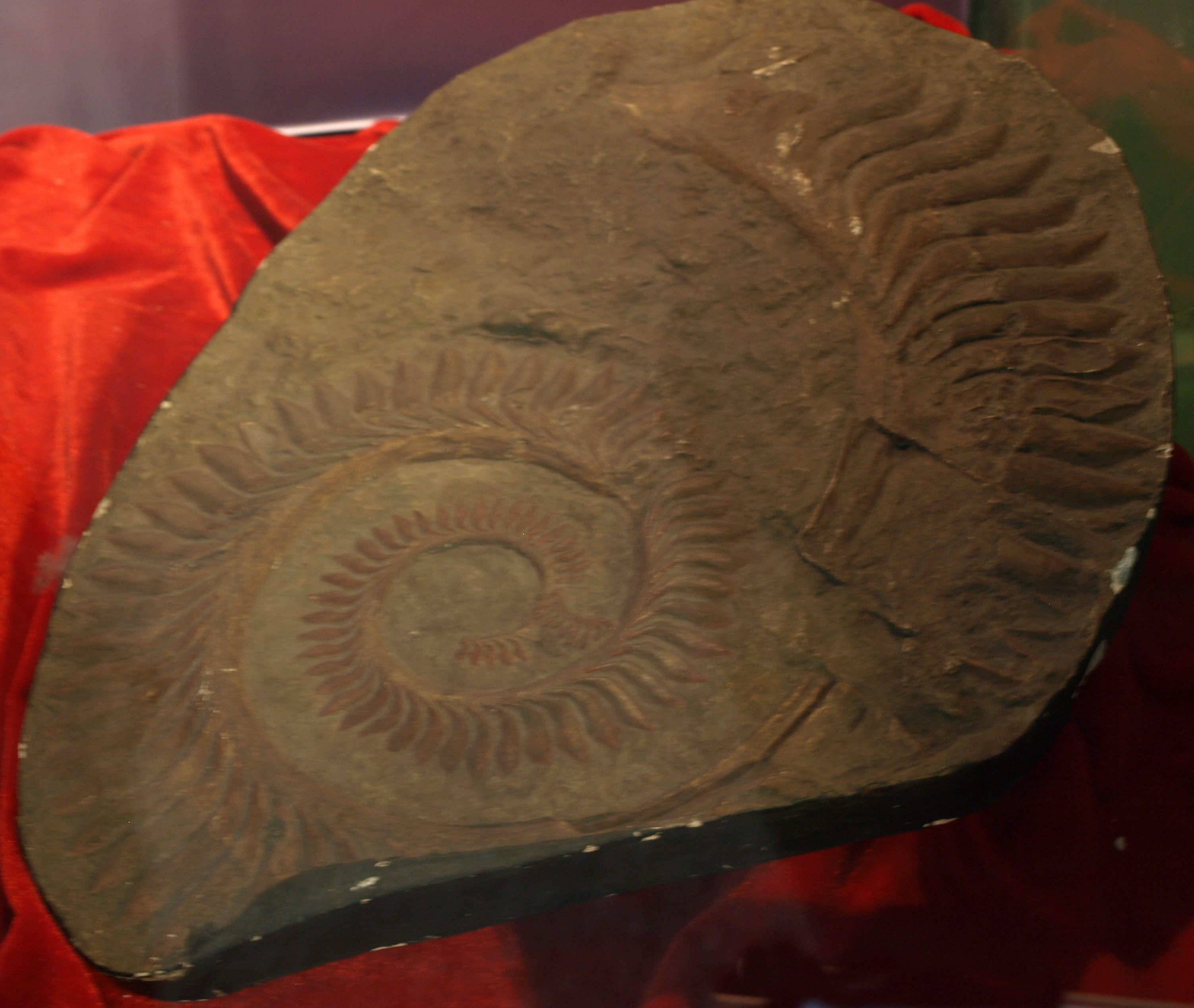
Egy Helicoprion bessonovi alsó állkapcsa a Kínai Őslénykutató Múzeumban
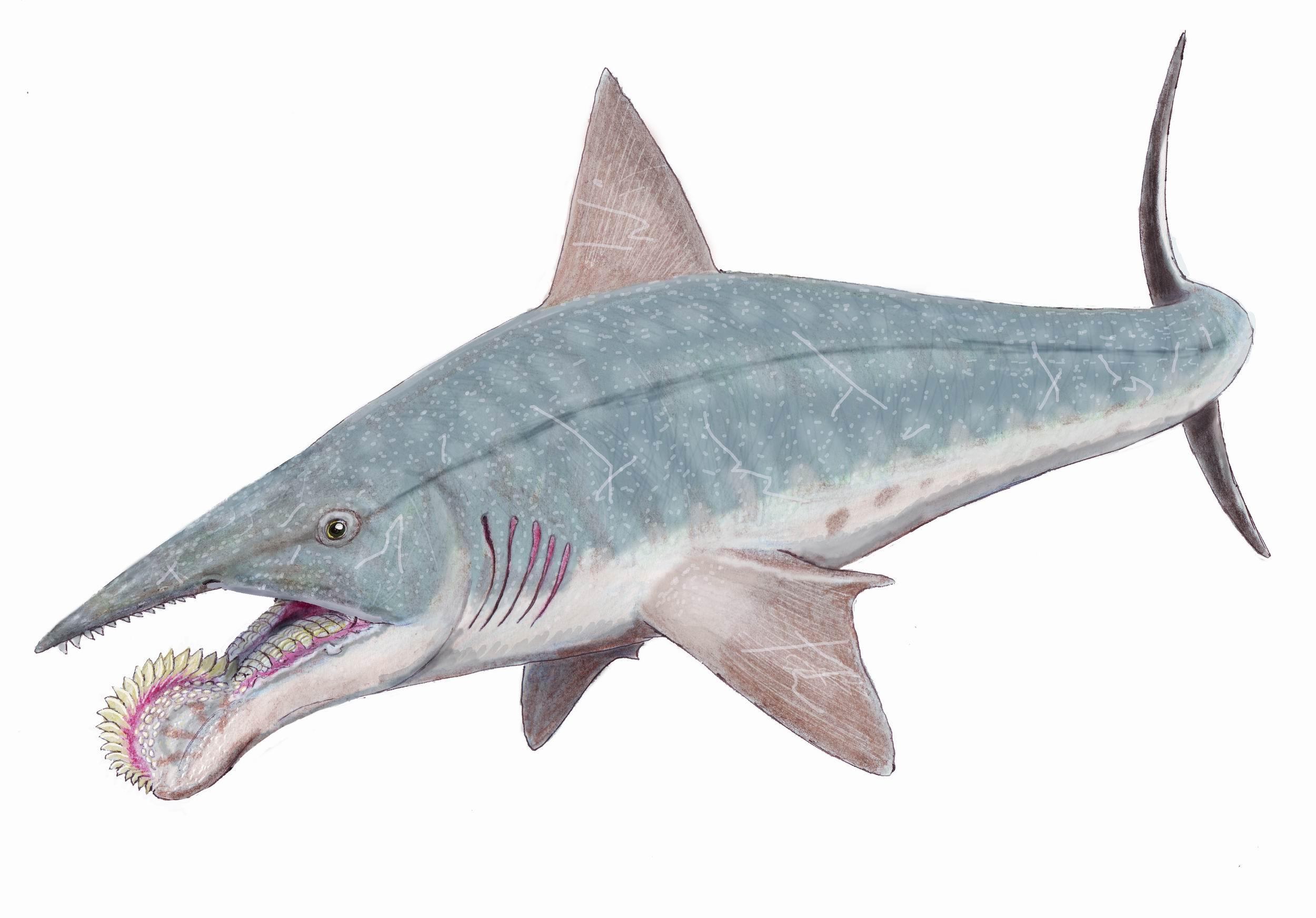
A Helicoprion bessonovi elavult rekonstrukciója
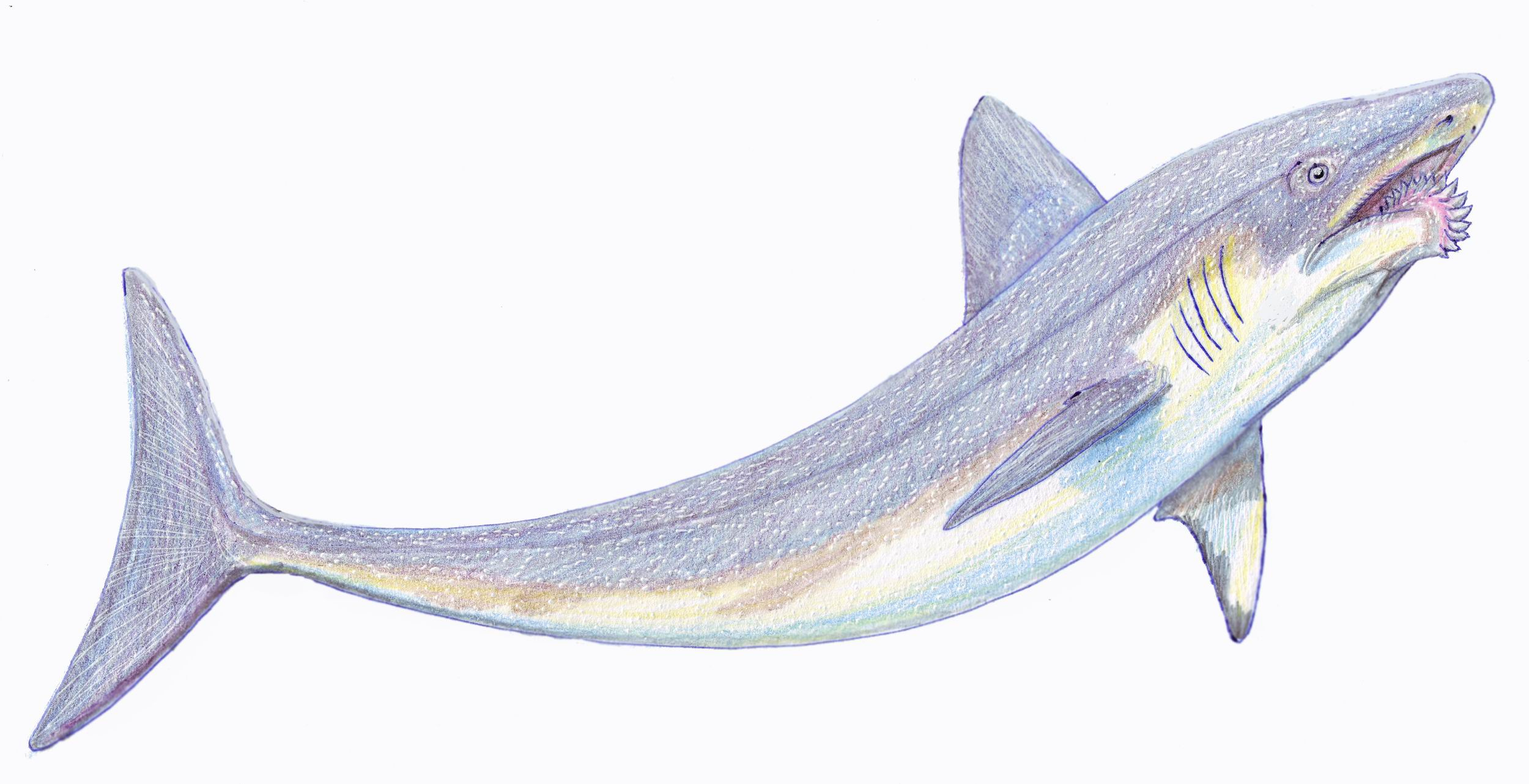
Helicoprion ferreri
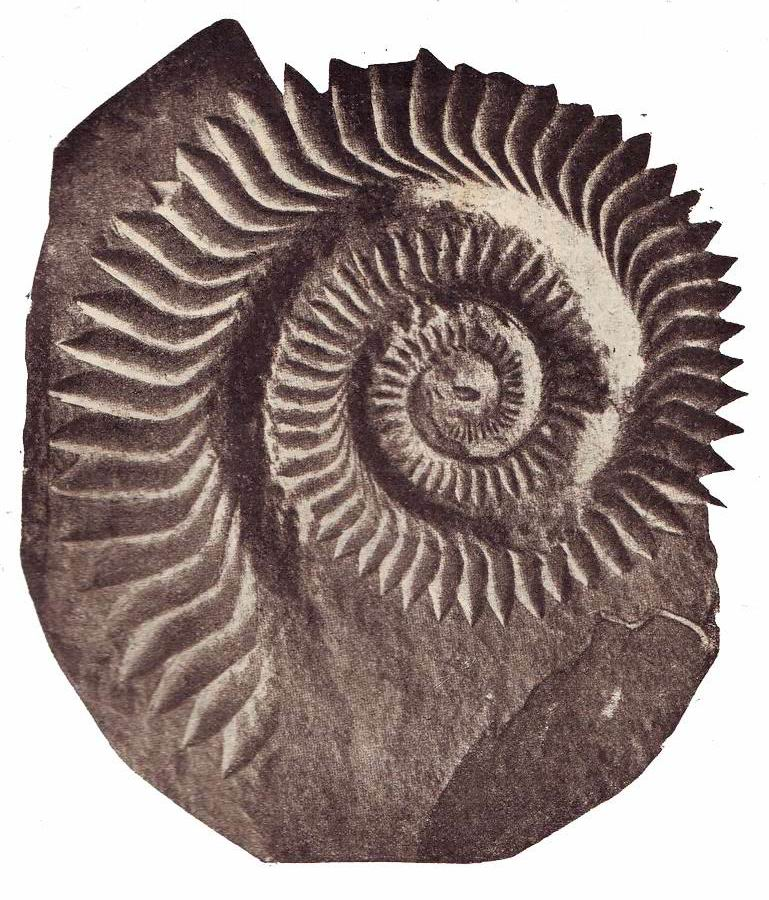
Kövület